# Crispian Steele-Perkins

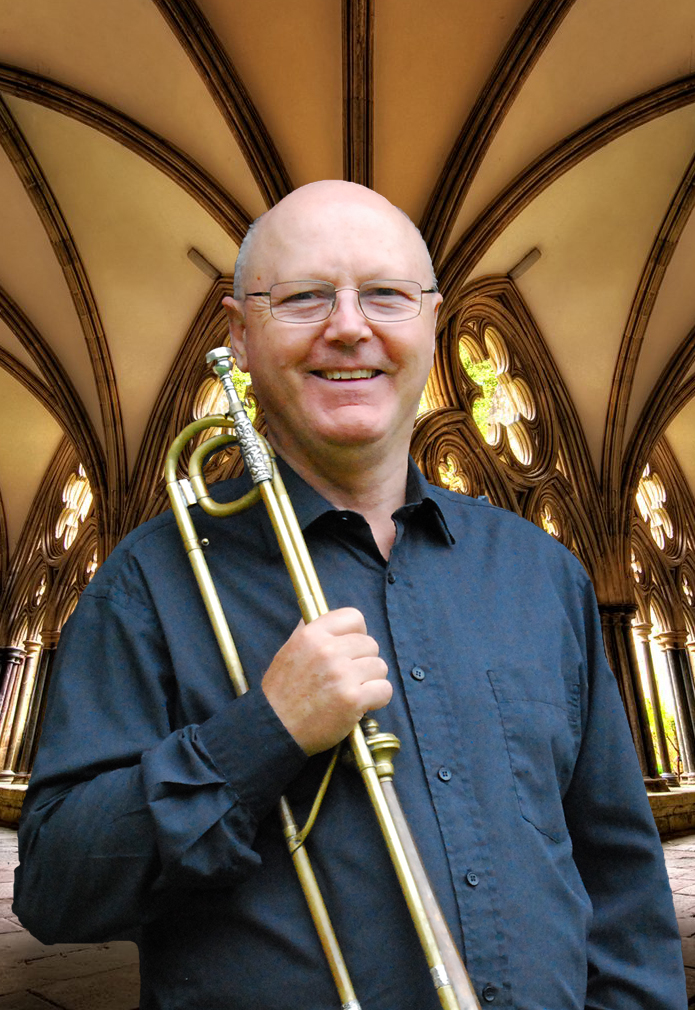
Crispian Steele-Perkins

Crispian Steele-Perkins (* 1944 in Exeter) ist ein englischer Trompeter.

## Leben und berufliche Tätigkeit
Crispian Steele-Perkins begann mit zehn Jahren Trompete zu spielen. Mit sechzehn Jahren wurde er Mitglied des English National Youth Orchestra. Es folgte sein Studium an der Guildhall School of Music bei Ernest Hall und Bernard Brown.
Seine künstlerische Laufbahn begann als Orchestermusiker. Er war ab 1966 am Sadler's Wells Theatre (später English National Opera) tätig, war von 1974 bis 1984 Mitglied des London Gabrielli Brass Ensembles, von 1976 bis 1980 des Royal Philharmonic Orchestra, von 1980 bis 1991 der English Baroque Soloists, von 1985 bis 2009 des Amsterdam Baroque Orchestra und seit 2009 des Retrospect Ensembles.
Steele-Perkins war eine Schlüsselfigur der beginnenden Historischen Alte-Musik-Bewegung. Er wurde zu einer der wichtigsten Spieler der Barocktrompete in Großbritannien und ein wichtiger Vertreter der Historischen Aufführungspraxis. 2004 erhielt er den Christopher Monk Award.
Neben seiner Tätigkeit als Barocktrompeter wurde er auch als klassischer Trompeter auf modernen Instrumenten bekannt.
Steele-Perkins spielte die Titelmelodie der Fernsehserie Antiques Roadshow ein und ist auch als Solist bei bekannten Filmmelodien wie bei dem James-Bond-Film „In tödlicher Mission“ und in der Herr-der-Ringe-Verfilmung „Die zwei Türme“ weltbekannt geworden.
Er ist Duopartner international bekannter Sänger und trat unter anderem mit Emma Kirkby, Lynne Dawson, Carolyn Sampson, Bryn Terfel sowie Lesley Garrett auf. Richtungsweisend waren seine Einspielungen der Händel-Arien „Let the bright Seraphim“ mit Kiri Te Kanawa und „Eternal Source of Light Divine“ mit James Bowman.
Steele-Perkins unterrichtet Trompete und ist als Dozent in zahlreichen Meisterkursen tätig.
Er lebt in Dorking, Surrey. Von 1961 bis 1991 war er mit Angela Helen Hall verheiratet, nach deren Tod heiratete er 1995 Jane Elizabeth Mary Steele-Perkins. Er ist Vater von drei Kindern.

## Tonträger (Auswahl)
- Eternal Source of Light Divine, mit James Bowman und The King's Consort, Purcell, Hyperion Records CDA66315
- Classical Trumpet Concertos, mit The King's Consort, Hyperion Records (2001) CDA67266
- The Well-Tempered Trumpet, mit Leslie Pearson, LDR Recordings (1989) LDRCD 1006
- Music for Trumpet & Orchestra, Tafelmusik und Jeane Lamon, Sony Classical Records (1993) SK 53 365
- Let The Trumpet Sound, mit der Bournemouth Sinfonietta, Carlton Classics (1996) 30366 00382
- The Regents Bugle, mit Ian Partridge, Leslie Pearson und David Woodcock, Independent
- Let The Bright Seraphim, mit Jeni Bern und The Handel Players, Carlton Classics (1998) 30366 01182
- Trumpets Ancient and Modern, mit David Hill, Herald AV Publications (2000) HAVPCD 251
- Trumpet Concertos, mit dem English Chamber Orchestra, Alto (1986) ALTO 1063
- The Music of Gershwin, mit Leslie Pearson, Independent (2007)